# Антифосфолипидни синдром
Антифосфолипидни или Хјузов синдром (енгл. Hughes syndrom) представља аутоимуну болест која се одликује присуством тзв. антифосфолипидних антитела удружених са појавом артеријских и венских тромбоза (крвних угрушака), понављаним спонтаним побачајима, превременим порођајима и тромбоцитопенијом (смањеним бројем крвних плочица). Синдром настаје услед аутоимуне продукције антитела против фосфолипида (саставних елемената ћелијске мембране), тачније против кардиолипина и β2-гликопротеина.
Болест је позната и под називом синдром лепљиве крви или синдром фосфолипидних антитела, а први ју је описао британски реуматолог др Грејам Хјуз 1983. године у Британском Медицинском журналу. Термин примарни антифосфолипидни синдром се користи када се болест појављује самостално. Уколико се паралелно јаве и друга аутоимуна обољења (попут системског еритемског лупуса), онда се она означава као секундарни антифосфолипидни синдром. У ретким случајевима као компликација може да се јави генерализована тромбоза и последично масивно отказивање органа, па се болест тада назива катастрофални антифосфолипидни синдром.

## Етиологија
Узрок настанка није у потпуности познат. Антифосфолипидна антитела смањују ниво анексина V, протеина који веже фосфолипиде и има снажно антикоагулационо дејство, па се на тај начин повећава склоност ка згрушавању крви и спонтаним побачајима карактеристичним за ово стање.

## Клиничка слика
Пацијенти са Хјузовим синдромом су склони тромбози, што може да утиче на функционисање готово свих органа. Јављају се: абнормално згрушавање крви у артеријама и/или венама, спонтани побачаји, абнормално низак број крвних плочица (тромбоцитопенија), љубичасто прошарана кожа (лат. livedo reticularis), мигренозне главобоље, редак облик упале нервног ткива мозга и кичмене мождине (трансверзни мијелитис) итд. Механизам губитка плода у трудноћи није до краја јасан, али се претпоставља да је смањен плацентни проток крви услед угрушака у крвним судовима постељице.
Антифосфолипидна антитела откривена су код преко половине особа оболелих од системског еритемског лупуса, а истраживања спроведена у болници Сент Томас у Лондону су показала да је код око 32% особа погрешно дијагностикована мултипла склероза и да они заправо болују од Хјузовог синдрома.
Симптоми који су заједнички за антифосфолипидни синдром и мултиплу склерозу:
- вртоглавица,
- проблеми са очима,
- атаксија (заношење при ходу),
- губитак осећаја,
- мишићна слабост,
- отежано кретање,
- проблеми са мокрењем,
- замор,
- депресија,
- отежан говор и сл.[4]

Симптоми који су карактеристицни за антифосфолипидни синдром:
- тромбоза,
- мигренозна главобоља,
- срчани напад,
- губитак памћења,
- осип у виду црвених печата,
- грчеви,
- модрице,
- суве очи итд.[4]

## Дијагноза
У крви пацијената са антифосфолипидним синдромом могу се пронаћи разна антитела на молекуле фосфолипида. Тестови који се најчешће спроводе су тест на антикардиолипинска антитела, на лупус антикоагулант и VDRL/RPR (тест за сифилис који може бити лажно позитиван код ових пацијената). Резултати се крећу на скали од „слабо позитивног“ до „јаче позитивног“.
Антифосфолипидна антитела се могу наћи и код здравих људи, односно код отприлике 2% популације. Она могу бити накратко присутна у крви за време инфекције бактеријама, вирусима или паразитима. И неки лекови такође могу утицати на њихову појаву у крви, као што су: антибиотици, кокаин, хидралазин, прокаинамид и кинин.

## Лечење
Лечењу сваке особе са Хјузовим синдромом приступа се индивидуално у складу са постојећим симптомима. С обзиром да је велики број манифестација повезан са абнормалним груписањем тромбоцита, лечење је усмерено ка спречавању згрушавања крви њеним разређивањем. У терапији овог обољења користе се антикоагуланси (лекови који разређују крв), као што су варфарин, кумарин или хепарин са ниском молекуларном тежином. Аспирин такође утиче на тромбоците спречавајући њихову агрегацију. У лечењу се користе и кортизонски лекови (кортикостероиди) попут преднисона.
Примећено је да примена лека хидроксихлороквина, код пацијаната са системским еритемским лупусом и антикардиолипинским синдромом, штити од згрушавања крви. Такође се примјењује и интравенска терапија гама глобулином за групу болесница код којих су забележени спонтани побачаји и код болесница са ниским бројем тромбоцита током трудноће.